# 莊祖·堅尼
莊祖·堅尼（英語：Jonjoe Kenny；1997年3月15日—）是一位英格蘭足球運動員，現時在德甲球會哈化柏林，並且也代表英格蘭U19國家隊參賽。堅尼在場上的位置是右後衛。

## 外部連結
- Profile at Everton's official site （页面存档备份，存于）
- 足球数据库：莊祖·堅尼的球员统计数据
- Soccerway資料庫：莊祖·堅尼